# Liste der denkmalgeschützten Objekte in Steinbach am Ziehberg
Die Liste der denkmalgeschützten Objekte in Steinbach am Ziehberg enthält die 5 denkmalgeschützten, unbeweglichen Objekte der Gemeinde Steinbach am Ziehberg im Bezirk Kirchdorf (Oberösterreich).

## Denkmäler
| Foto |                 | Denkmal                                                                     | Standort                                             | Beschreibung | Metadaten |
| ---- | --------------- | --------------------------------------------------------------------------- | ---------------------------------------------------- | --- | --- |
| ja   | Datei hochladen | Bauernhof Huemer in Steinfelden HERIS-ID: 33363 Objekt-ID: 30803            | Feldberg 7 Standort KG: Oberdürndorf                 | | BDA-Hist.: Q37951753 Status: Bescheid Stand der BDA-Liste: 2025-06-30 Name: Bauernhof Huemer in Steinfelden GstNr.: .5                                              |
| ja   | Datei hochladen | Kalkbrennofen, Krapfenmühle HERIS-ID: 46397 Objekt-ID: 48381                | gegenüber Kalkofen 4 Standort KG: Oberinzersdorf     | Der Kalkofen wurde 1926 errichtet, aber schon 1954 wieder stillgelegt. 1998 renovierte man die Anlage für die Oberösterreichische Landesausstellung „Land der Hämmer – Heimat Eisenwurzen“ | BDA-Hist.: Q38021165 Status: Bescheid Stand der BDA-Liste: 2025-06-30 Name: Kalkbrennofen, Krapfenmühle GstNr.: 466/1                                               |
| ja   | Datei hochladen | Kath. Pfarrkirche hl. Florian mit Friedhof HERIS-ID: 52599 Objekt-ID: 59847 | neben Steinbach 4 Standort KG: Oberinzersdorf        | Die Pfarrkirche des hl. Florian entstand in den Jahren 1778 bis 1780. Sie hat ein einschiffiges Langhaus mit zwei Jochen und einem Flachhängekuppelgewölbe. Der einjochige Chor mit Fünfzehntelschluss ist gegenüber dem Langhaus leicht eingezogen. Innen ist die Kirche eher schlicht und nüchtern gehalten. Der Turm mit Spitzhelm wurde erst 1877/78 erbaut. | BDA-Hist.: Q23541951 Status: § 2a Stand der BDA-Liste: 2025-06-30 Name: Kath. Pfarrkirche hl. Florian mit Friedhof GstNr.: .1, 15 Pfarrkirche Steinbach am Ziehberg |
| ja   | Datei hochladen | Kirchgrabner-Kreuz HERIS-ID: 38551 Objekt-ID: 38134                         | Steinbach 4, in der Nähe Standort KG: Oberinzersdorf | Das Grabkreuz an der Kirchenmauer stammt aus dem ersten Viertel des 18. Jahrhunderts. Es ist aus Schmiedeeisen, die Figuren sind aus Blech geschnittenen und bemalt | BDA-Hist.: Q37981938 Status: Bescheid Stand der BDA-Liste: 2025-06-30 Name: Kirchgrabner-Kreuz GstNr.: 15                                                           |
| ja   | Datei hochladen | Strutzenbauer HERIS-ID: 98837 Objekt-ID: 114822                             | Nesselgraben 5 Standort KG: Oberdürndorf             | | BDA-Hist.: Q37772824 Status: § 2a Stand der BDA-Liste: 2025-06-30 Name: Strutzenbauer GstNr.: 1694 Strutzenbauer, Steinbach am Ziehberg                             |